# Stwolno
Stwolno – wieś w Polsce położona w województwie wielkopolskim, w powiecie rawickim, w gminie Rawicz.

## Historia
Wieś pierwotnie związana była z Wielkopolską. Ma metrykę średniowieczną i istnieje co najmniej od drugiej połowy XIV wieku. Po raz pierwszy wymieniana w dokumencie z 1357 jako Skvolno, 1418 Stwolno, 1447 Wsthwlno, 1489 Swolno, 1507 Sthwolno.
Miejscowość była wsią duchowną czyli należącą do duchowieństwa, a później także do miejscowej szlachty. Własność kapituły katedry gnieźnieńskiej. W 1357 król polski Kazimierz III Wielki potwierdził posiadłości kapituły katedralnej gnieźnieńskiej, w tym także wsi Stwolno. W 1447 miejscowość należała do powiatu kościańskiego Korony Królestwa Polskiego. W 1510 należała do parafii Czesram.
Majątki we wsi miała także lokalna szlachta wielkopolska – Chojeńscy, Błożejewscy, Zimnowłodzcy. 1447 Wojciech z Golejewa sprzedał Michałowi z Przyborowa swoje części we wsiach Golejewo, Stwolno, Tabliny i Walkowy oraz 1/3 połowy młyna w Golejewku za 200 grzywien. W 1470 Barbara żona Dobrogosta z Soboty, sprzedała swemu bratu Mikołajowi dobra po ojcu i matce w Grąbkowie, Śląskowie, Golejewie oraz 1/4 Stwolna za 400 grzywien. W 1482 Dorota córka Jerzego Chojeńskiego pozwała w sądzie swoich bratanków Andrzeja, Piotra i Stanisława, synów Jana Chojeńskiego, o dokonanie podziału dóbr Chojno, Ostrobotki, Błożejewo, Golejewko i Stwolno. W latach 1488–1489 Dobrogost Pasikoń z Konarskiego otrzymał w działach z bratem Wawrzyńcem wsie Grąbkowo, Śląskowo, Golejewo, 1/3 Stwolna, a także całe Masłowo. W 1500 Dobrogost sprzedał z zastrzeżeniem prawa odkupu Michałowi sołtysowi w Słupi Kapitulnej połowę Golejewa z połową młyna oraz 1/4 Stwolna za 70 grzywien i 85 florenów. Nabywca na tych dobrach oprawił posag oraz wiano swojej żonie Katarzynie po 40 florenów na każdej z nich. W roku 1500 właściciel we wsi Piotr Błożejewski sprzedał Janowi Chojeńskiemu swoją część Stwolna jaki odziedziczył po ojcu. W 1507 Andrzej Ramsz Zimnowodzki zapisał swojej żonie Annie po 100 kóp groszy posagu oraz wiana na połowach posiadanych wsi Grąbkowa, Śląskowa, Golejewa i Stwolna, należnych mu w działach z bratem Feliksem. W latach 1520–1523 Jan Chojeński oprawił na swoich majątkach Chojnie, Golejewku i Stwolnie posagi i wiana swoich żon: w 1520 Małgorzaty Chociszewskiej, a w 1523 Doroty Kuklinowskiej.
W 1510 w Stwolnie nie odnotowano upraw ale jedynie kołodziejów, nie posiadających żadnego łanu. W 1563 odnotowano we wsi pobór podatków. W 1566 miał miejsce pobór od 8 zagrodników po 2 grosze. W 1581 pobrano podatki od 2 półłanków, 7 zagrodników oraz jednego komornika.
Miejscowość leżała w pobliżu granicy Wielkopolski i Śląska. Zachował się opis jej przebiegu z 1531. Granica biegła środkiem Mokrej Strugi aż do kopca narożnego na końcu zapustu Dębno przy nieruchomej rzece Orli. Kopiec ten dzielił wsie Szymanowo oraz Stwolno leżących w Wielkopolsce oraz Korzeńsko znajdującej się na Śląsku. Dalej granica biegła wzdłuż rzeki Orli do drogi z Dębna do wielkiego boru, idąc w lewo w stronę lasu zwanego Czarny Las, który należał do Korony Królestwa Polskiego aż do lasu Brzekowa. Granica przechodziła dalej przez las Łąkta aż do kopca stojącego na końcu Czarnego Lasu i stąd w linii prostej do kopca narożnego przy drodze z Wielkopolski do Żmigrodu przez las zwany Vustii. Kopiec ten dzielił wielkopolskie Stwolno, Golejewo, Golejewko i Pakosław oraz Żmigród znajdujący się na Śląsku. W 1591 pod wsią Stwolno odnotowano las z drzewami bartnymi zwany Karbel oraz bagnisty las Moczyce.
W wyniku II rozbioru Rzeczypospolitej w 1793, miejscowość przeszła w posiadanie Prus i jak cała Wielkopolska znalazła się w zaborze pruskim. W okresie Wielkiego Księstwa Poznańskiego (1815-1848) miejscowość wzmiankowana jako Stwolno należała do wsi większych w ówczesnym pruskim powiecie Kröben (krobskim) w rejencji poznańskiej. Stwolno należało do okręgu sarnowskiego tego powiatu i stanowiło odrębny majątek, którego właścicielem był wówczas (1846) Czarnecki. Według spisu urzędowego z 1837 roku Stwolno liczyło 168 mieszkańców, którzy zamieszkiwali 24 dymy (domostwa). W skład majątku Stwolno wchodziły także: Zielona Wieś, Sikorzyn, Wydawy oraz polana leśna Wołynie.
W latach 1975–1998 miejscowość administracyjnie należała do województwa leszczyńskiego.
Wieś zamieszkuje grupa etnograficzna Hazaków.